# Big Black River
De Big Black River is een rivier met een lengte van 530 km die ontspringt bij Maben en uitmondt in de Mississippi bij Grand Gulf ten zuiden van Vicksburg. De rivier stroomt in zuidwestelijke richting door het centrum van de staat Mississippi.
De rivier is bekend van de Slag bij Big Black River Bridge in 1863 tijdens de Amerikaanse Burgeroorlog.
- Library of Congress Control Number: sh89002890
- Nationale Bibliotheek van Israël: 987007549086405171
- Virtual International Authority File: 315527223